# Duomo di Casertavecchia
La chiesa di San Michele Arcangelo è il duomo di Casertavecchia, fino al 1841 cattedrale della diocesi di Caserta.

## Storia

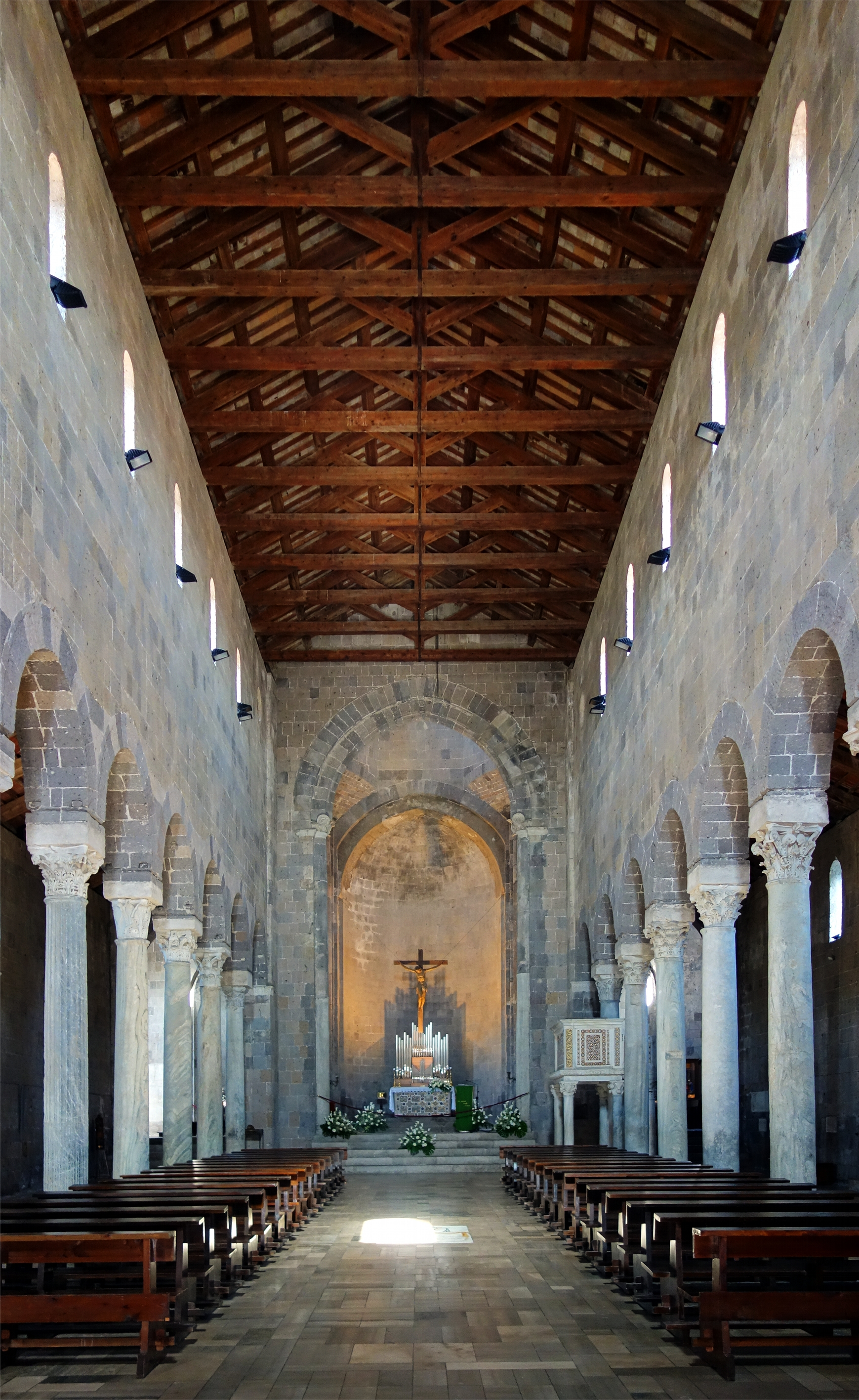
L'interno della navata

Il duomo, dedicato a san Michele Arcangelo, sorge in un borgo medioevale di origine longobarda posto sulla cima di un colle, a 401 metri sulle pendici dei monti Tifatini. L'abitato costituisce una frazione collinare posta a circa 10 chilometri dal capoluogo ed è oggi denominato "Caserta vecchia" o Casertavecchia, ma nel Medioevo semplicemente "Caserta" (originariamente Casa Hirta) prima che la denominazione passasse al centro in pianura (prima chiamato Torre, poi Caserta nuova ed infine Caserta).
Casertavecchia fu un importante centro fortificato, sede di una contea longobarda, poi normanna, e sede di diocesi, dopo la distruzione, nell'alto medioevo, dell'antica sede episcopale di Calatia (nei pressi dell'attuale Maddaloni).
Documentato come castrum già intorno all'861, divenne possesso del normanno Riccardo di Aversa nel 1062. Ebbe così inizio il periodo della dominazione normanna che vide lo sviluppo urbano dell'abitato, la creazione della diocesi ed il sorgere della cattedrale. La chiesa episcopale venne costruita a partire dal 1113 per volontà del vescovo Rainulfo come precisa l'iscrizione sul portale laterale destro della facciata: 

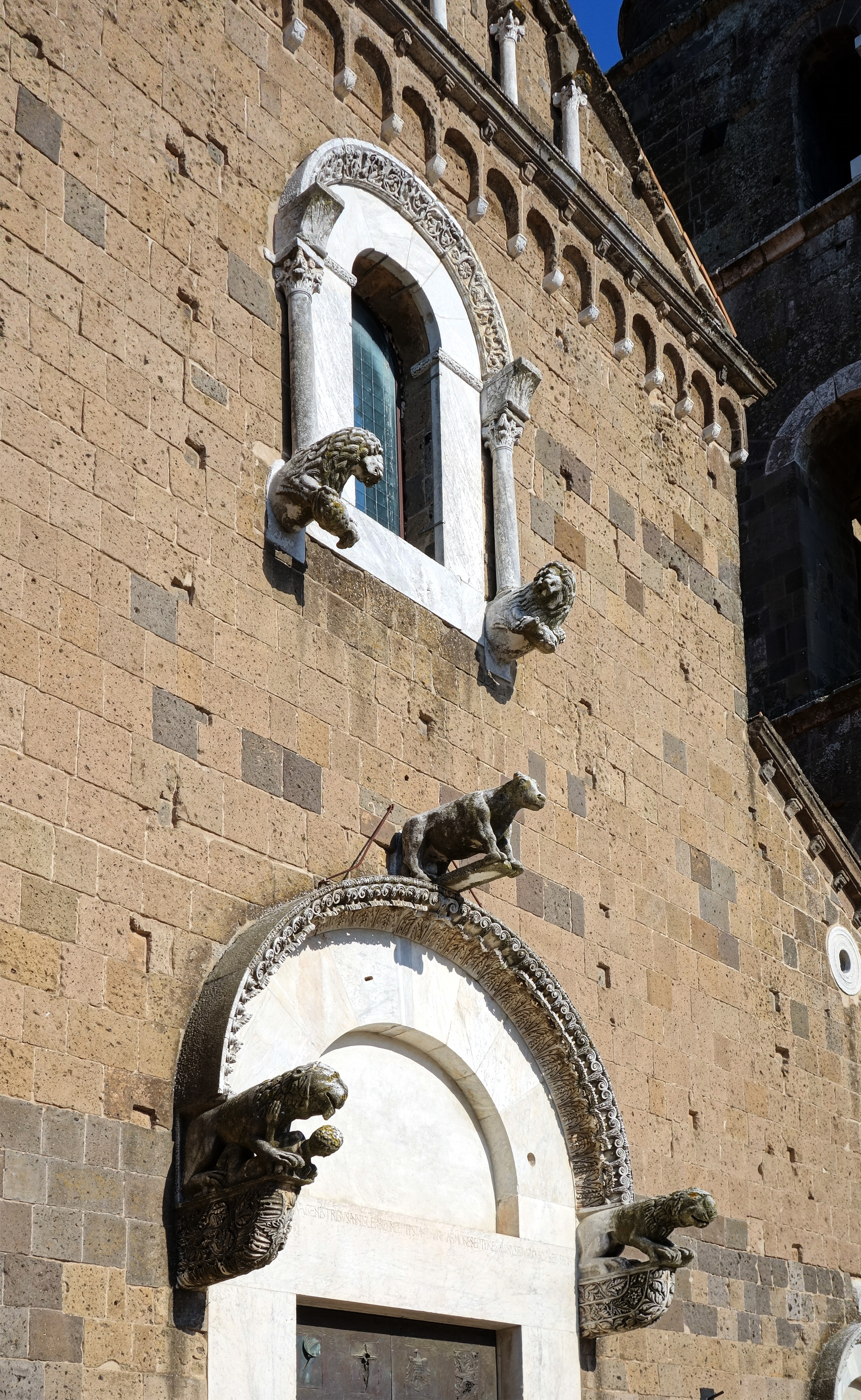
Particolare della facciata

La fondazione forse avvenne sui resti di una precedente chiesa longobarda, visto che già in una bolla del 1113 (bolla di Senne), che enumera le chiese della diocesi affidata al vescovo Rainulfo, si ricorda anche quella di "S. Michaelis Archangeli, quae est Sedes tua Episcopalis". Si è pensato, quindi, che fosse qui già esistente una piccola chiesa in cui si venerava il santo.
La costruzione continuò quindi con il successore Nicola e fu terminata nel 1153, sotto il vescovo Giovanni, quando fu consacrata al culto, come si legge sulla iscrizione nell'architrave del portale centrale che cita anche il nome dell'architetto Erugo, che seguì i lavori, quantomeno nell'ultima fase.
La chiesa ebbe comunque un secondo momento costruttivo con notevoli modifiche ed accrescimenti anche durante il XIII secolo (transetto, cupola, campanile) con caratteri più vicini allo stile gotico.
Il periodo tra il XIII ed il XIV secolo rappresentò il periodo di maggior importanza per il centro di "Casertavecchia" (allora "Caserta") centro difensivo importante sia per i normanni che per gli Svevi. Nel XVI secolo, addossata sul lato sinistro della cattedrale fu costruita una cappella quadrata, coperta da una cupoletta simile a quella della chiesa stessa.
Alla fine del Seicento furono effettuati lavori interni che trasformarono l'originario aspetto romanico in quello di una chiesa barocca. Fu aggiunto un soffitto piano ligneo, decorato da una cornice ornamentale e dipinti; le pareti furono decorate con stucchi, distruggendo probabilmente affreschi medievali, ed alle pareti delle navate laterali furono addossati vari altari. Dopo una lunga decadenza iniziata nel XV secolo, con la costruzione a partire dal 1752 della Reggia dei sovrani Borbone, la "Caserta nuova", sorta intorno ad un centro abitato già esistente in funzione della residenza reale, diventa il nuovo centro di riferimento del territorio circostante, per cui nel 1841 con bolla apostolica di papa Gregorio XVI, venne trasferita la diocesi e la chiesa perse il titolo di cattedrale e divenne una parrocchia servita, in un primo periodo, dai padri alcantarini.
Nel 1926 un radicale restauro di Gino Chierici riportò la chiesa all'originario aspetto romanico.

## Descrizione

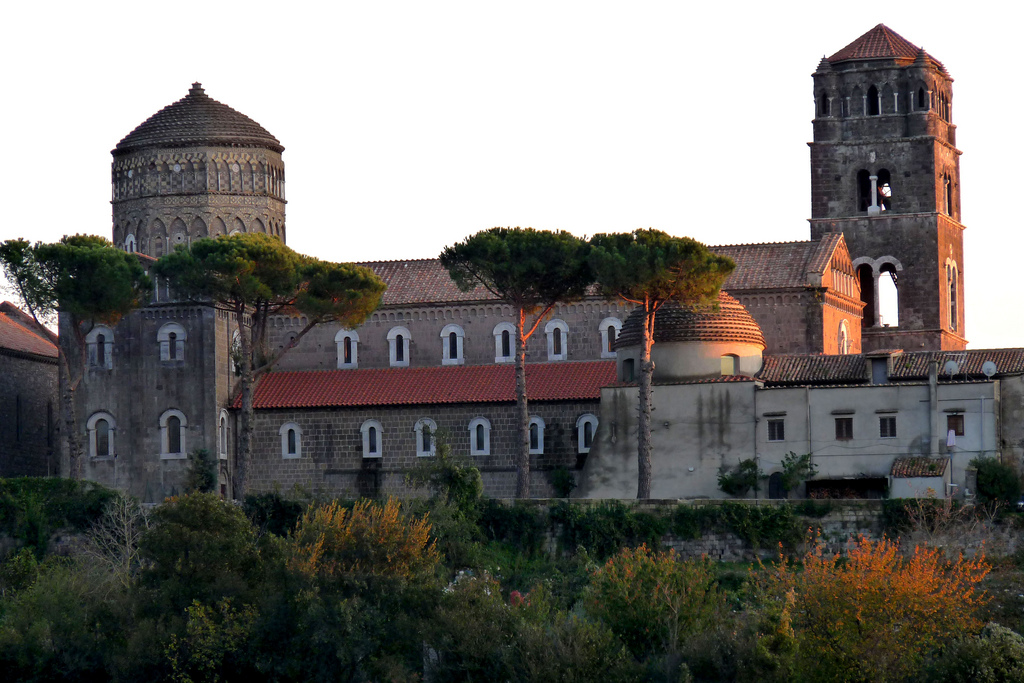
Veduta esterna

La chiesa rappresenta un episodio esemplare del periodo romanico in Campania in quanto presenta contemporaneamente influssi provenienti dalla Sicilia con altri provenienti dal romanico e dalla tradizione paleocristiana.
Troviamo così caratteri e soprattutto elementi decorativi derivati dal complesso stile architettonico presente nel romanico di Sicilia in cui convivevano elementi normanni con altri arabi e bizantini e i cui influssi arrivarono in Campania tramite Amalfi. Altri elementi, per esempio i caratteri del corredo scultoreo, risultano invece provenienti da nord o dal romanico pugliese.
Lo schema costruttivo sembra invece derivato da un ambito più locale ed in particolare da Montecassino, allora all'apice del suo ruolo di centro spirituale e culturale che diffuse nell'area sud di Roma una tipologia corrispondente a quello della tradizione basilicale paleocristiana.
L'edificio è costruito in "tufo grigio campano", un'ignimbrite simile al piperno, lasciato a faccia a vista. Facilmente lavorabile, si presenta nella varietà utilizzata a Casertavecchia con un prevalente colore grigio utilizzato, tra il XII ed il XVI secolo, anche a Capua e Salerno.

### Esterno
La facciata, posta ad occidente come da tradizione, è a salienti e riflette l'interno a tre navate; è caratterizzata da tre portali in marmo bianco di Luni (che contrasta con la muratura tufacea color grigio-ocra) con ornati vegetali che riprendono iconografie antiche.. Sculture zoomorfe sostengono gli architravi e fuoriescono, a mensola, dalla muratura. Il timpano è caratterizzato da una serie di archetti ciechi intrecciati a formare ogive poggianti su sei colonnine di marmo. Una cornice ad archetti pensili corre su tutte le facciate. Il prospetto meridionale è decorato con losanghe marmoree, mentre il lato opposto è caratterizzato da forme ellittiche.

### Interno

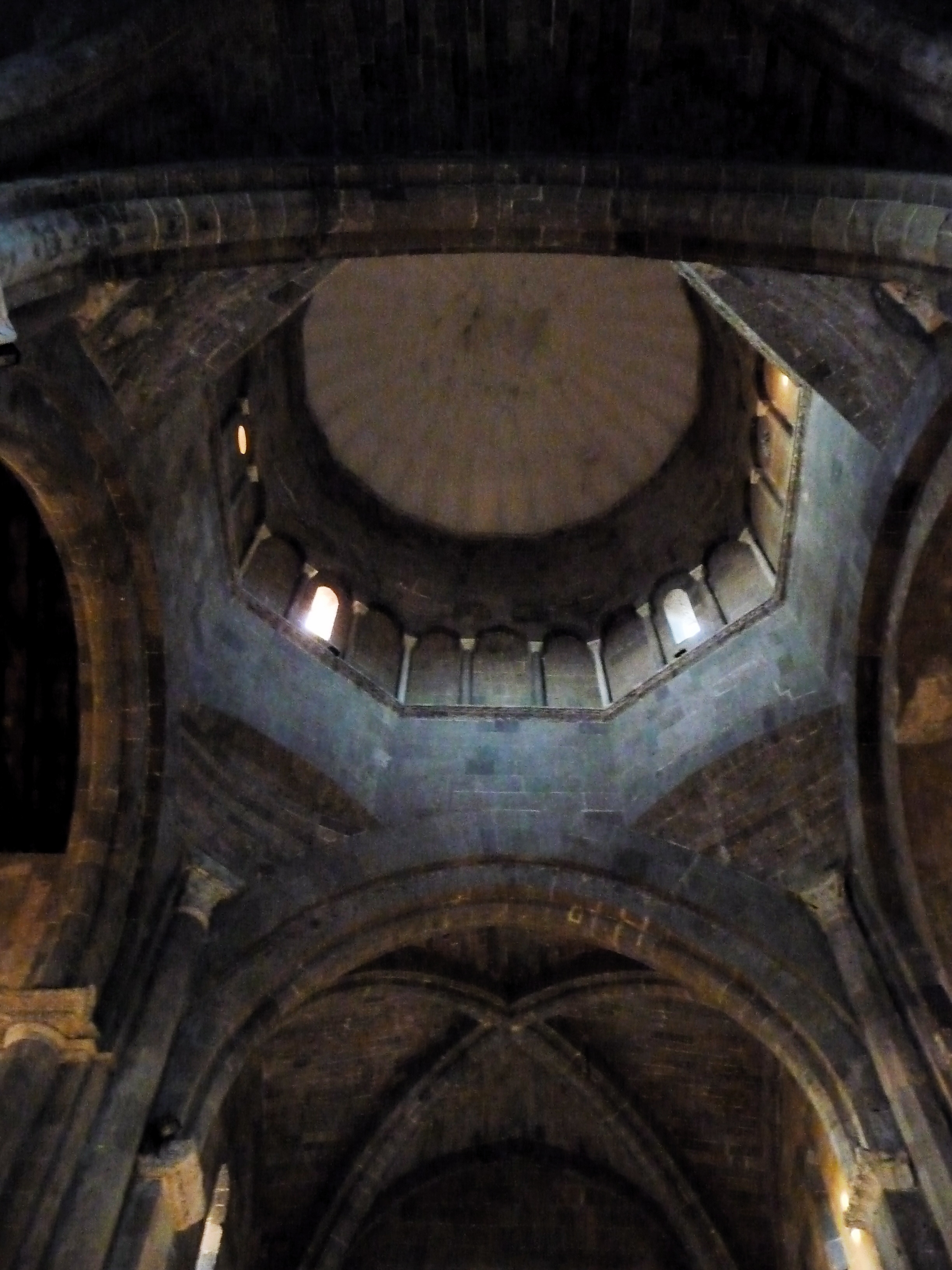
La cupola dall'interno

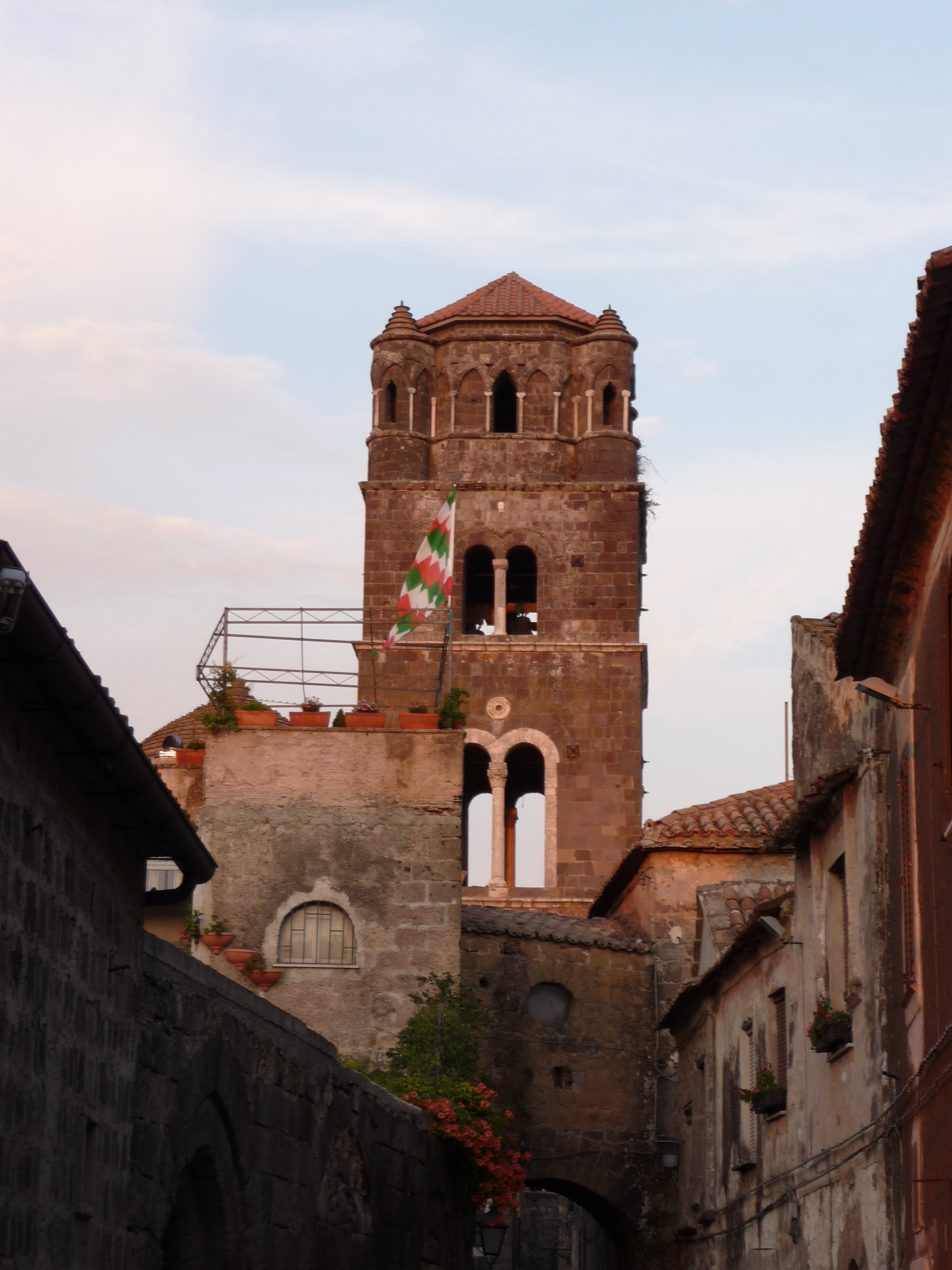
Il campanile

L'interno della chiesa presenta una pianta a croce commissa in cui la navata centrale, coperta a capriate, è delimitata da 18 colonne di spoglio, quasi tutte di marmo cipollino, sovrastate da archi a tutto sesto. I capitelli, tutti diversi l'uno dall'altro (per lo più corinzi ed in diverso stato di conservazione) provengono evidentemente da antichi edifici di età imperiale romana (forse un vicino tempio di Giove Tifatino), a parte tre capitelli di epoca medievale. Essi sono sormontati da una sorta di pulvino di semplice forma parallelepipeda con funzione di compensare la diversa altezza delle colonne, ma comunque lascito culturale paleocristiano e bizantino.
Nella prima fase costruttiva la cattedrale presentava una pianta piuttosto semplice a tre navate e con presbiterio a tre absidi allineate, in diretta comunicazione con le navate, senza transetto. Uno schema di origine paleocristiana molto diffuso anche in aree vicine (cattedrale di Alife) e del tutto simile a quello della vicina abbazia di Sant'Angelo in Formis, per la quale è documentata la derivazione dall'abbazia di Montecassino essendo stata fondata dall'abate Desiderio alcuni decenni prima della cattedrale di Casertavecchia.
Una seconda fase costruttiva, posteriore al 1207, determinò l'ampliamento e la trasformazione della parte presbiteriale, con la realizzazione di un transetto a tre absidi, coperto con volte a crociera caratterizzate da robusti costoloni, e una cupola con un alto tiburio. Dalla navata si accede al transetto attraverso un arco a sesto acuto.

### Cupola
La cupola, nascosta da un tiburio ottagonale, risale anch'essa all'intervento voluto dal vescovo Stabile (1207-1216) e presenta all'esterno influssi siciliani che la accomunano alla coeva cattedrale di Salerno. Sono presenti analogie con chiese di Ravello della fine del XII secolo (San Giovanni del Toro e Santa Maria a Gradillo) anche se la cupola di Caserta supera per imponenza quelle più o meno coeve della costiera amalfitana.

### Campanile
Lateralmente alla chiesa, a destra della facciata, è presente un grande campanile, terminato nel 1234, al tempo di Federico II, dal vescovo Andrea, come si può leggere in un'iscrizione posta sull'alta torre. Il campanile, di 32 metri, simile a quello della cattedrale di Aversa, manifesta anche influssi gotici, quanto meno nel grande arcone ogivale che al piano terra permette il sottopasso di una strada diretta verso il castello, ma presenta anch'esso il motivo degli archetti incrociati, al primo ordine sopra l'arco. Sovrapposto a questo troviamo due piani a bifore ed un insolito coronamento con una cella campanaria ottagonale e torrette cilindriche agli angoli.

### Complessità stilistica
Gli influssi arabi giunti probabilmente con il tramite dell'architettura siciliana ed amalfitana si possono riconoscere negli archi a ferro di cavallo delle finestre del transetto e negli archetti incrociati che, soprattutto nel tiburio, posti su due ordini sovrapposti, trasformano la massa volumetrica con accenti linearistici e cromatici, anche a causa delle tarsie policrome che praticamente ricoprono in tamburo.
L'influsso lombardo, forse mediato dal romanico pugliese viene individuato nell'impianto della facciata della chiesa con tre portali e una navata centrale che si eleva sulle minori per circa otto metri, oltre che nelle serie degli archetti pensili che percorrono i vari prospetti.

### Opere d'arte

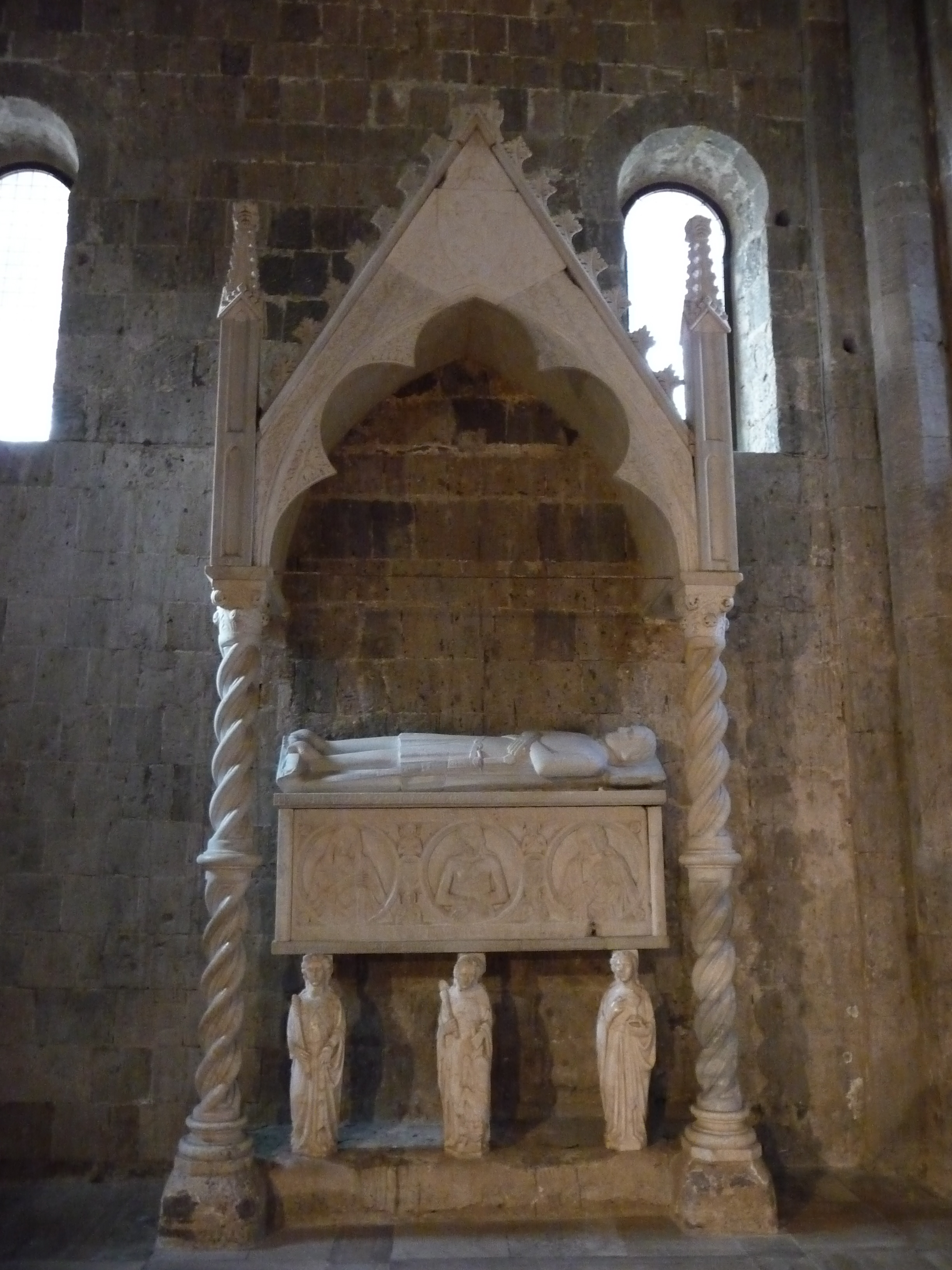
La sepoltura trecentesca di Francesco De La Rath, Conte di Caserta (1318-1359).

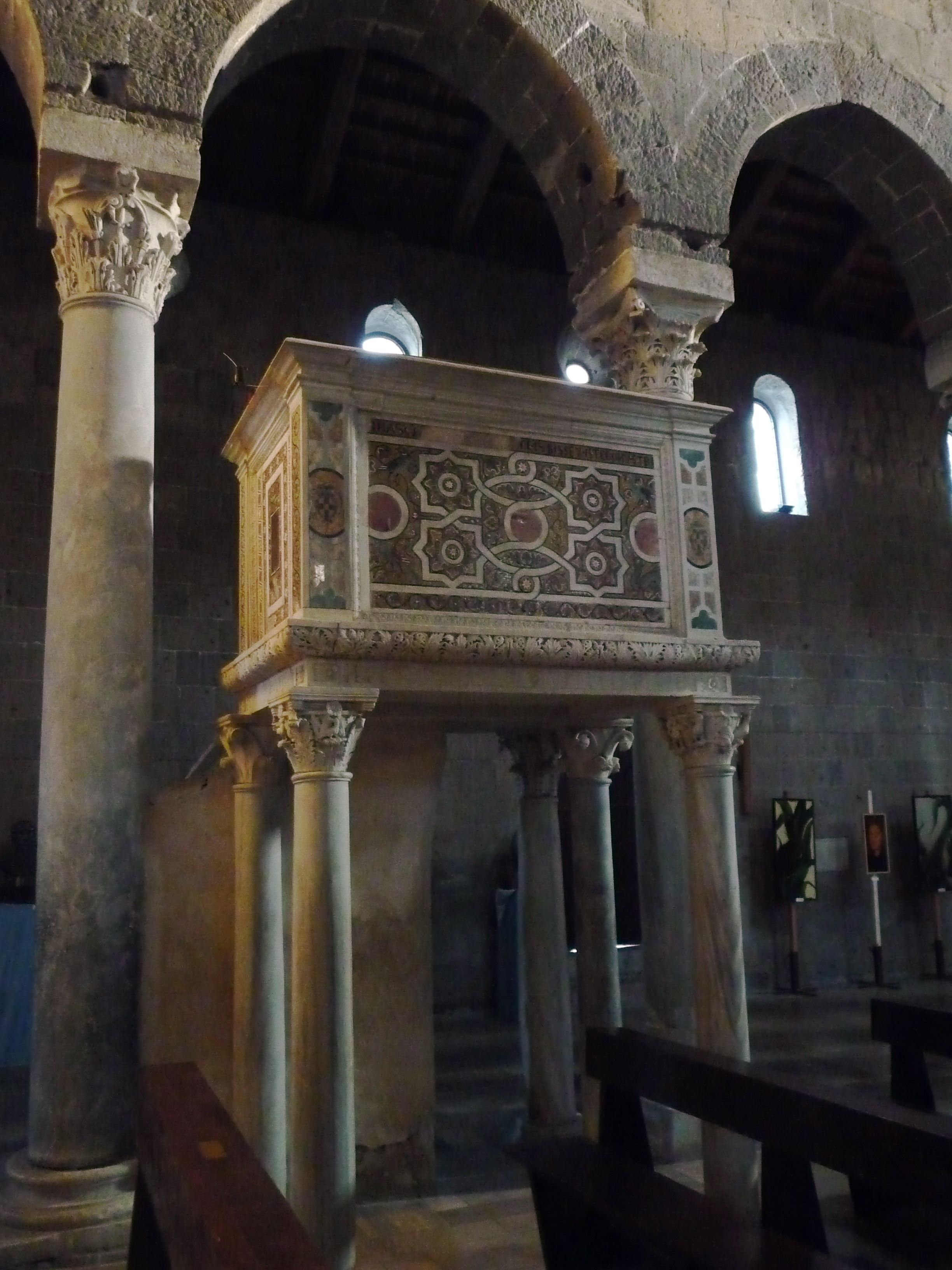
Pulpito

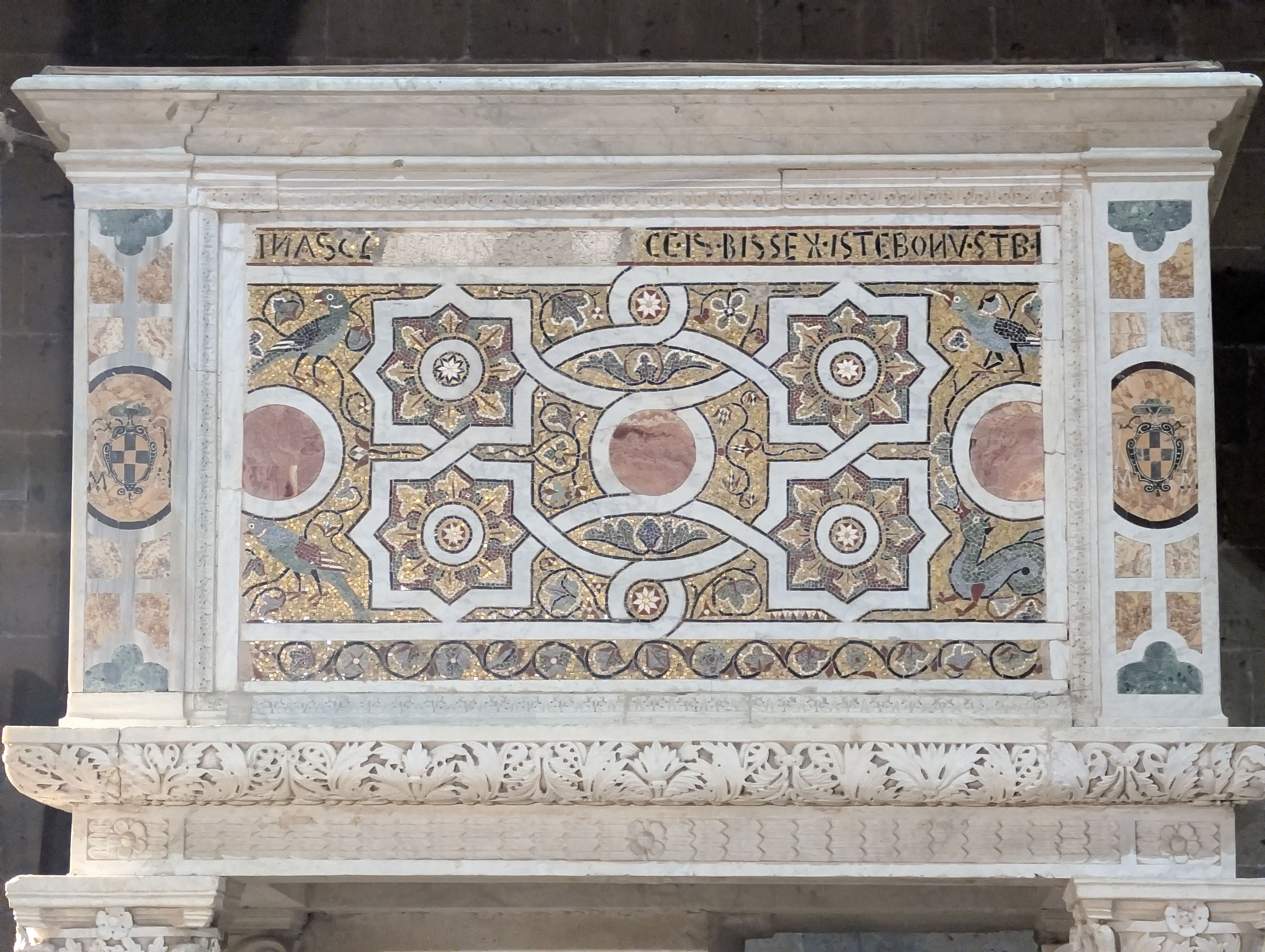
Mosaico del pulpito

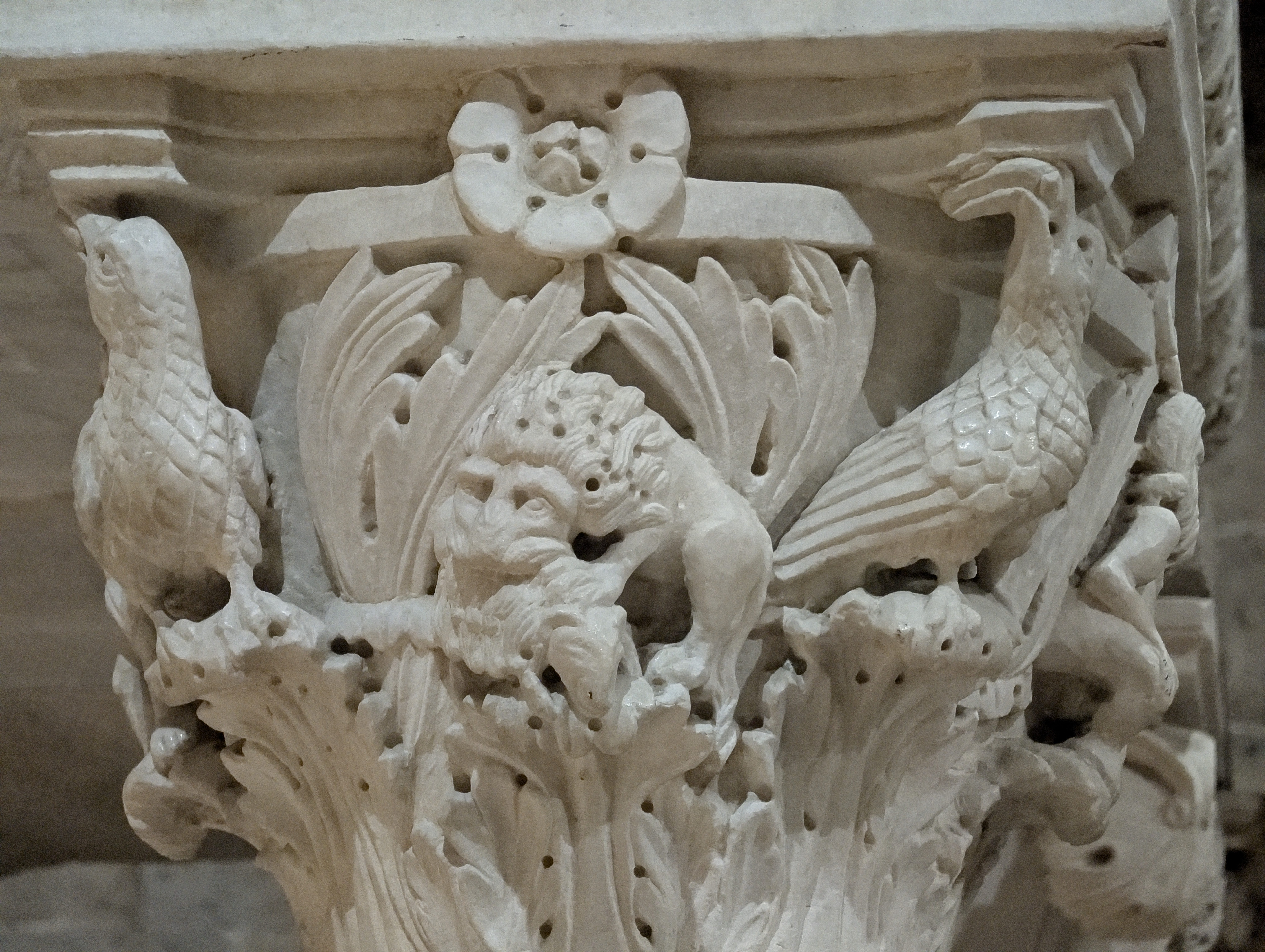
Particolare di uno dei capitelli marmorei delle colonne frontali

Sulla facciata sono presenti mensole aggettanti sulle quali sono rappresentati, in marmo chiaro che contrasta con la pietra color grigio-ocra della muratura, forme zoomorfe, tra cui dei leoni. Tali mensole figurate sono presenti nel romanico pugliese (Bari, Ruvo di Puglia).
Sull'altare è presente un crocifisso ligneo di autore ignoto.
Nella piccola cappella trecentesca sono rimasti integri gli affreschi e in una nicchia nel muro perimetrale della chiesa la scultura policroma di Maria Santissima Regina. Le rimanenti murature, invece, sono oggi nude e prive di decorazioni in quanto in età barocca furono distrutti gli affreschi medievali per far posto a stucchi a loro volta rimossi nel XX secolo.
Tra la navata e il transetto è integro anche un affresco del Quattrocento di influenza senese che rappresenta la Vergine col Bambino.
Il transetto ospita due sepolture trecentesche ispirate ai modelli di Tino da Camaino, nel transetto destro del vescovo Giacomo Martono, in quello sinistro del conte Francesco I della Ratta.
All'inizio del Seicento risale il pulpito, realizzato però reimpiegando parti dei due amboni medievali risalenti al periodo del vescovo Stabile (inizio XIII secolo).

### Organo
L'organo del duomo è stato costruito nel 2005 dalla ditta Consoli per volere del parroco pro-tempore mons. Pietro De Felice. Lo strumento è costituito da una consolle elettronica con due tastiere e pedaliera e da un corpo di canne situato nell'abside, alle spalle dell'altare maggiore, con mostra composta da canne di principale. I registri reali sono cinque e sono comandati dalla prima tastiera.